# Krystyna Niewiarowska
Krystyna Niewiarowska z domu Dymkowska (ur. 11 listopada 1918 w Łodzi, zm. 7 marca 1981) – polska nauczycielka, działaczka oświatowa, krajoznawca, turystka, organizatorka turystyki i krajoznawstwa wśród nauczycieli i młodzieży.
Tradycje społecznej pracy krajoznawczej wyniosła z domu rodzinnego – jej matka była nauczycielką, wieloletnią działaczką Łódzkiego Oddziału Polskiego Towarzystwa Krajoznawczego, zasłużoną dla rozwoju turystyki i krajoznawstwa wśród młodzieży.

## Studia i praca
Ukończyła studia wyższe na Wydziale Historycznym Uniwersytetu Łódzkiego i następnie pracowała jako nauczycielka historii w łódzkich szkołach podstawowych. W latach 1957–1961 była wizytatorem ds. turystyki Wydziału Oświaty dzielnicy Łódź-Bałuty, a w okresie 1961–1975 kierownikiem Szkolnego Wojewódzkiego Ośrodka Krajoznawczo-Turystycznego. Dzięki swym umiejętnościom i zaangażowaniu uczyniła z Ośrodka żywe centrum turystyki oraz pracy krajoznawczej z młodzieżą i nauczycielami. Organizowała liczne spotkania, rajdy,obozy specjalistyczne,wycieczki i zloty oraz konkursy i turnieje krajoznawcze. Prowadziła systematyczne szkolenie kadr dla turystyki szkolnej i dla PTTK.

## Działalność społeczna
Działalność zawodową splatała nierozłącznie z działalnością społeczną w krajoznawstwie i turystyce.
Członkiem PTTK została w 1955. W latach 1959–1969 była członkiem zarządu i prezydium zarządu Łódzkiego Oddziału PTTK, a od 1969 – członkiem Zarządu Okręgu i Zarządu Wojewódzkiego PTTK w Łodzi. W 1969 należała do grona współzałożycieli pierwszego w Polsce Oddziału Nauczycielskiego PTTK (przy Okręgu ZNP) i była członkiem zarządu tego Oddziału a od 1976 prezesem.
Z jej inicjatywy Oddział Nauczycielski PTTK w Łodzi przyjął 10 grudnia 1979 imię Bronisława Szwalma.
Pod jej kierunkiem Oddział rozwinął szeroką działalność krajoznawczą i popularyzatorską, organizował wycieczki i rajdy dla nauczycieli.
W 1980 była jednym z głównych organizatorów centralnego zlotu nauczycieli-turystów.
W 1961 zdobyła uprawnienia przewodnika turystycznego, wcześniej była pilotem turystycznym.
Była wieloletnią działaczką Związku Nauczycielstwa Polskiego (ZNP) i Polskiego Towarzystwa Schronisk Młodzieżowych (PTSM), tam przez kilkanaście lat była członkiem Zarządu Głównego PTSM oraz członkiem prezydium Zarządu Wojewódzkiego PTSM w Łodzi. Uczestniczyła w pracach Schroniska Turystycznego w Łodzi początkowo przy ul. Kilińskiego, potem przy ul. Zamenhofa.
Pochowana na cmentarzu na Dołach w Łodzi.

## Odznaczenia
Odznaczona została
- Złotym Krzyżem Zasługi,
- Złotą Odznaką "Zasłużony Działacz Turystyki",
- Złotą Odznaką PTSM,
- Srebrną Honorową Odznaką PTTK oraz
- odznaczeniami związkowymi wojewódzkimi, oddziałowymi i innymi.